# 尼科溝
尼科溝（Nico Ditch）是一條長達六英里（9.7公里）的線性土方工程 (考古學)，位於英格蘭大曼徹斯特的阿什頓安德萊恩與斯特雷特福德之間。它挖掘於5世紀至11世紀之間，作為防禦工事或可能的邊界標記。至今，此溝渠的短段仍然可見，例如在丹頓 (大曼徹斯特)高爾夫球場內一段330-碼（300-）的溝段。在倖存的部分，溝渠寬4—5碼（3.7—4.6），深達5英尺（1.5）。部分土方工程被列為法定古蹟加以保護。

## 詞源
關於這條溝渠最早的文獻記載，見於一份授予克薩爾修道室僧侶在奧登肖土地的特許狀中。該文件年代約在1190年至1212年間，將此溝渠稱為「Mykelldiche」，以及「magnum fossatum」，後者為拉丁語，意為「大溝渠」。
「Nico」（有時作 Nikker）這個名稱在19世紀和20世紀逐漸確立。它可能源自古英語中的尼克 (水鬼)（Hnickar），一種會抓住並溺斃粗心旅人的水怪，但現代名稱更可能是「Mykelldiche」及其變體的訛誤；這是因為盎格魯-撒克遜語詞彙「micel」意為「大的」或「偉大的」，呼應了13世紀早期將此溝描述為「magnum fossatum」的用法。 「Nico」的另一種可能來源是盎格魯-撒克遜語動詞「nǽcan」，意為「殺死」。

## 路線

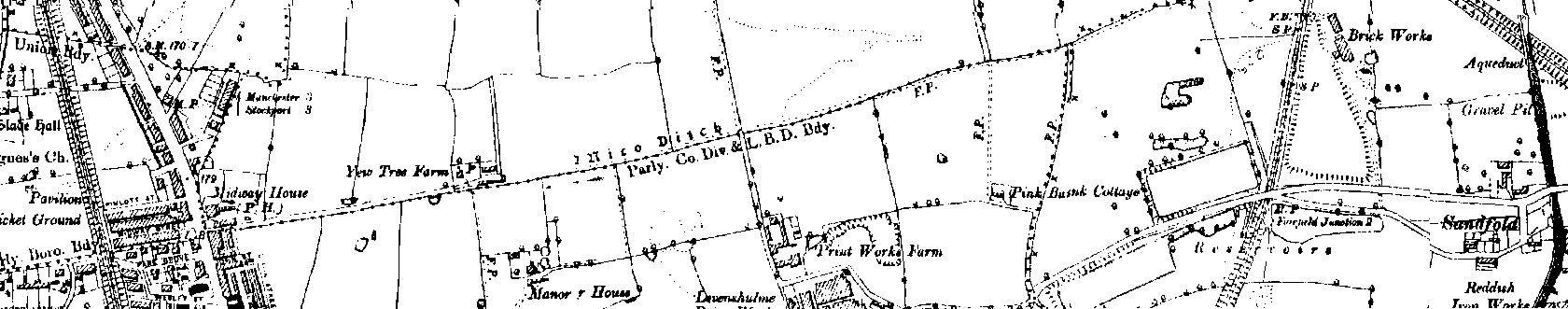
1895年的地圖顯示尼科溝位於雷迪什與朗賽特的斯萊德莊園之間。

尼科溝綿延6 mi（9.7 km），西起阿什頓安德萊恩的阿什頓沼澤（格網參考 SJ909980），東至霍夫沼澤（格網參考 SJ82819491），後者位於斯特雷特福德以東不遠處。 它穿越了丹頓 (大曼徹斯特)、雷迪什、戈頓、萊文舒爾姆、伯內奇、拉什爾姆、位於法洛菲爾德的普拉特菲爾茲公園、威辛頓以及喬爾頓-卡姆-哈迪，橫跨了現今大曼徹斯特的四個都會自治市鎮。這條溝渠與斯托克波特和曼徹斯特之間，以及泰姆賽德和曼徹斯特之間的邊界重合；其範圍遠及丹頓高爾夫球場。其中一段現已被奧登肖水庫淹沒，該水庫建於19世紀末。 此溝渠可能曾向西延伸，越過斯特雷特福德，到達厄姆斯頓（格網參考 SJ78299504）。

## 歷史

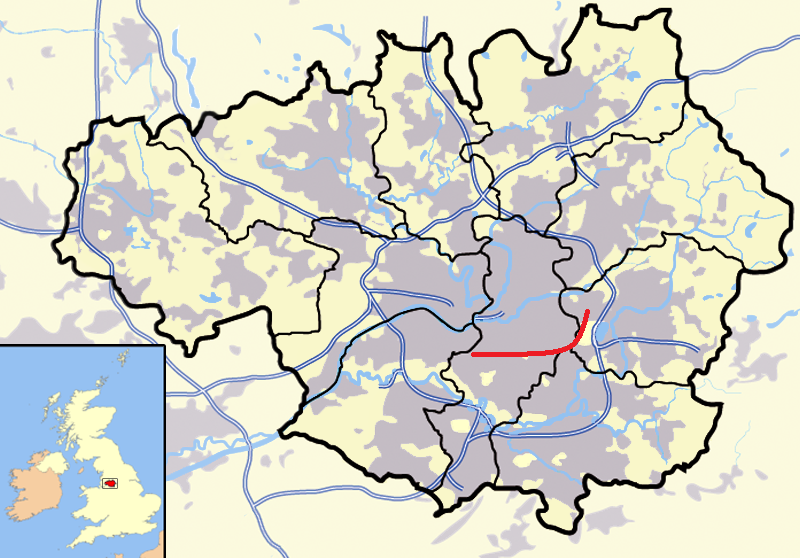
尼科溝的大致路線（紅色標示）。由於路徑中有沼澤地阻隔，它可能曾向西延伸得更遠。

這項土方工程建於公元5世紀初羅馬統治不列顛結束之後至1066年諾曼征服英格蘭之間的某個時期。其最初目的尚不明確，但可能曾用作防禦工事或行政邊界。它或許標誌了7世紀時擴張主義的盎格魯-撒克遜人的邊界，也可能是8世紀末或9世紀初麥西亞王國與諾森布里亞王國之間的邊界標記。 在中世紀早期，盎格魯-撒克遜的諾森布里亞、麥西亞和威塞克斯王國與不列顛人及丹麥人一起，在英格蘭西北部爭奪控制權。 無論早期用途為何，至少自中世紀以來，這條溝渠一直被用作邊界。
傳說尼科溝是曼徹斯特居民為抵禦869-870年間的維京人入侵者，在一夜之間完成的；曼徹斯特可能在870年遭到了丹麥人的洗劫。 據說，每個人都被分配了一段區域來建造，並被要求挖掘自己負責的溝段，同時堆起與自己身高相當的土堤。 根據19世紀的民間傳說，這條溝渠曾是撒克遜人與丹麥人之間一場戰役的發生地。據稱這場戰役為附近的戈頓（Gorton）和雷迪什（Reddish）兩鎮命名，分別來自「Gore Town」（血腥之鎮）和「Red-Ditch」（紅色溝渠）。 然而，歷史學家已將此說法斥為「民間的穿鑿附會」。 事實上，這兩個地名分別源自「骯髒的農莊」和「蘆葦叢生的溝渠」。
自19世紀以來，古物研究者和歷史學家一直對這條溝渠感興趣，但其大部分路線已被建築覆蓋。1990年至1997年間，曼徹斯特大學考古部門在丹頓、雷迪什、萊文舒爾姆和普拉特菲爾茲挖掘了溝渠的部分段落，試圖確定其年代和用途。雖然未能確定溝渠的建造日期，但調查顯示溝渠北側的土堤是20世紀的產物。這一點，再加上溝渠的剖面呈U形，而非軍事溝渠和防禦工事常用的V形，表明該土方工程的目的是標記領土邊界。 該計畫的結論是，這條溝渠很可能是一個邊界標記。

## 保護
儘管受到嚴重風化，尼科溝的短段仍然可見，寬度可達4—5碼（3.7—4.6），深度可達5英尺（1.5）。位於丹頓 (大曼徹斯特)高爾夫球場內一段330-碼（300-）的溝段，以及穿越普拉特菲爾茲公園的一段，被認為是保存最完好的遺址。 1997年，普拉特菲爾茲公園內一段150-碼（140-）的溝渠被列為法定古蹟加以保護。溝渠的其餘部分則未受保護。